# Montclar (Aude)
Montclar is een gemeente in het Franse departement Aude (regio Occitanie) en telt 172 inwoners (1999). De plaats maakt deel uit van het arrondissement Carcassonne.

## Geografie
De oppervlakte van Montclar bedraagt 11,4 km², de bevolkingsdichtheid is 15,1 inwoners per km².
De onderstaande kaart toont de ligging van Montclar (Aude) met de belangrijkste infrastructuur en aangrenzende gemeenten.

## Demografie
Onderstaande figuur toont het verloop van het inwonertal (bron: INSEE-tellingen).

Vanwege een beveiligingsprobleem met de MediaWiki Graph-software is het momenteel niet mogelijk deze grafiek weer te geven. Zodra de software is bijgewerkt zal de grafiek vanzelf weer zichtbaar worden.